# World Wide Rebel Songs
World Wide Rebel Songs è il terzo album in studio del cantautore The Nightwatchman, alter ego dello statunitense Tom Morello. Il disco è stato pubblicato nel 2011.

## Tracce
1. Black Spartacus Heart Attack Machine – 3:31
2. The Dogs of Tijuana – 3:28
3. It Begins Tonight – 3:01
4. Save the Hammer for the Man (feat. Ben Harper) – 5:17
5. The Fifth Horseman of the Apocalypse – 4:36
6. Speak and Make Lightning – 3:56
7. Facing Mount Kenya – 4:03
8. The Whirlwind – 3:59
9. Stray Bullets – 4:03
10. Branding Iron – 3:51
11. World Wide Rebel Songs – 3:03
12. God Help Us All – 3:58
13. Union Town – 3:09

## Formazione
- The Nightwatchman (Tom Morello) - voce, chitarra, mandolino, armonica
- Carl Restivo - chitarra, tastiere, cori
- Chris Joyner - tastiere
- Jonny Polonsky - piano giocattolo
- Eric Gardner - batteria, percussioni
- Ben Harper - voce (4)
- Dave Gibbs - cori
- Anne Preven - cori